# Алан и Мэрилин Бергман

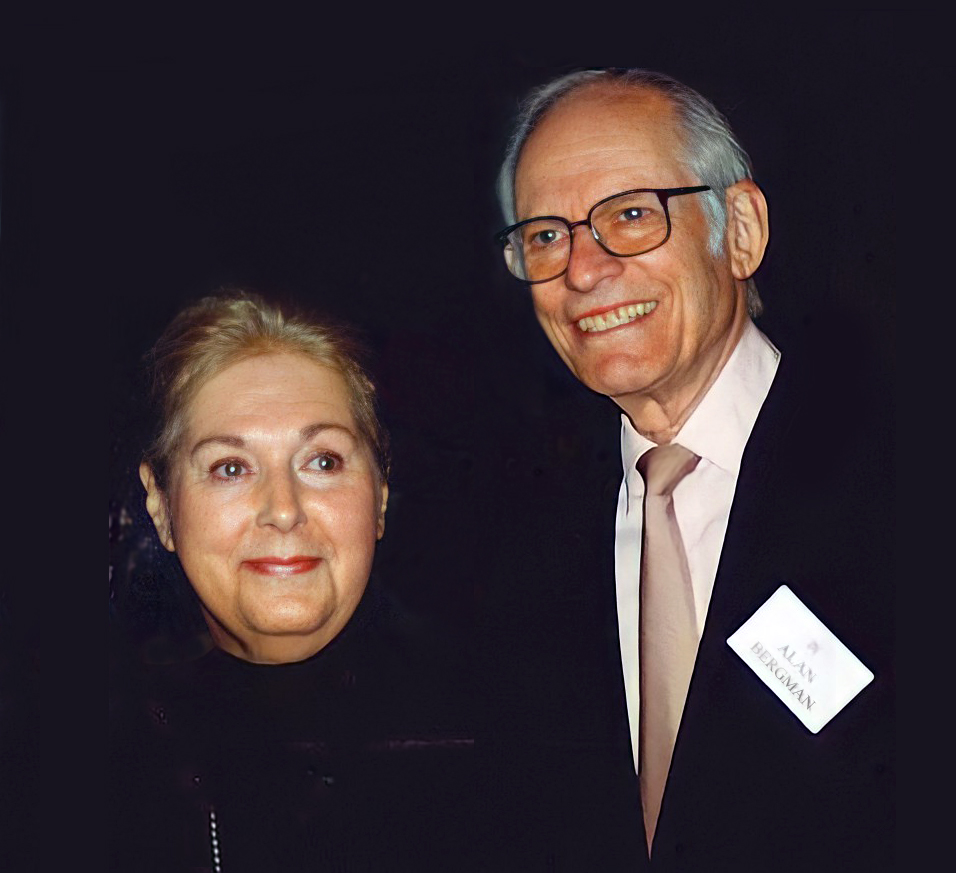
Бергманы в 2002 году

А́лан Бе́ргман (англ. Alan Bergman; 11 сентября 1925 — 17 июля 2025, Бруклин, Нью-Йорк, США) и Мэ́рилин Бе́ргман (англ. Marilyn Bergman), в девичестве — Кит (англ. Keith; 10 ноября 1929 — 8 января 2022, Нью-Йорк, США) — американские композиторы и авторы песен.

## Биография и карьера
Алан Бергман учился в Университете Северной Каролины в Чапел-Хилл и получил степень магистра музыки в Калифорнийском университете в Лос-Анджелесе. Мэрилин Бергман училась в Высшей школе музыки и искусства в Нью-Йорке, прежде чем изучать психологию и английский язык в Нью-Йоркском университете. Пара состояла в браке с 1958 года и совместно написали музыку и тексты для множества знаменитых телешоу, фильмов и сценических мюзиклов. Бергманы выиграли три премии «Оскар» за лучшую оригинальную песню и были введены в Зал славы авторов песен. Бергманы также входили в состав исполнительного комитета Музыкального отделения Академии кинематографических искусств и наук и являлись членами правления Национальной академии авторов песен.
Мэрилин умерла от дыхательной недостаточности 8 января 2022 года в возрасте 92 лет.
Алан умер от естественной смерти 17 июля 2025 года в возрасте 99 лет.